# Nadežda Petrović
Nadežda Petrović (en serbi ciríl·lic Надежда Петровић, nascuda l'11 o el 12 d'octubre de 1873 a Čačak – 3 d'abril de 1915 a Valjevo) fou una pintora i fotògrafa d'origen serbi. És considerada com la fauvista i impressionista més important de Sèrbia, alhora que la pintora més destacada d'aquest període al seu país.

## Biografia
Va néixer l'octubre de 1873 a Čačak, Sèrbia. El 1884 la seva família es va traslladar a Belgrad, i el 1891 va acabar els seus estudis a l'escola de dones. L'any següent va esdevenir professora de dibuix en un col·legi, alhora que rebia lliçons del pintor Đorđe Krstić. Durant els pròxims anys va ser alumna de Kirilo Kutlik i Anton Ažbe, a Múnic. Allà va aficionar-se a la fotografia quan va comprar la seva primera càmera, de la qual no es va separar mai. L'any 1900 va fer la seva primera exposició individual a Belgrad, i el 1901 va començar a treballar amb Julius Exter a Múnic. Si bé la seva obra no va ser ben rebuda inicialment, les exposicions iugoslaves realitzades a Paris entre 1904 i 1912 obriren la mentalitat artística a Sèrbia. Aquests anys van coincidir amb el període més prolífic de Nadežda, en els que va exposar les seves obres en múltiples exhibicions arreu d'Europa. El mateix 1912 va obrir la seva pròpia escola de pintura a Belgrad. Durant la primera guerra dels Balcans, i fins 1913 va treballar com a infermera voluntària al front. Va morir a Valjevo (Sèrbia) el 1915, en infectar-se de tifus durant la seva tasca com a infermera militar.

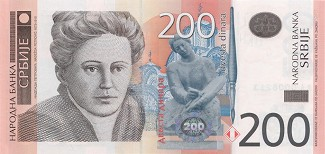
Nadežda Petrović en el bitllet serbi de 200 dinars

## Obra
Segons varis estudiosos, la seva obra es pot estructurar en quatre períodes:
Període de Múnic (1893-1903): En aquest primer període, va estudiar a l'escola d'Anton Ažbe, on va copiar als mestres antics i va fer la seva primera obra "un bavarès". Seguidament va treballar amb Julius Exter, un dels fundadors de la Secessió de Múnic, on va fer els treballs "Bavarès amb barret", "El molí", "Iberze", "Pineda", "Pintura d'un nu des de darrere".
Període Serbi (1903-1910): A aquesta segona època se li atribueixen les obres "Troc d'arbre en el bosc", "Resnik" (diversos treballs), "L'antic cementiri", "Collita", "Un convidat", "Una noia de Sićevo", "Sićevo" (diversos treballs), "Un jugador de Gusle", "Un monjo", "Vaixells al Sava", "Dona amb parasol", "Andja", "L'antic cementiri de Belgrad".
Període parisenc (1910-1912): Al tercer període hi corresponen la "Dona sobre el Senna", "Príncep Marko i Miloš Obilić", "Bosc de Boulogne", "El mar", "Una platja de la Bretanya", "Nôtre Dame de París".
Període de guerra (1912-1915): A la darrera època, hi destaquen les obres "Downtown", "L'antiga font de Prizren", "El monestir de Gračanica" (diversos treballs), "Peònies de Kosovo", "El pont de Dušan", "Ruines", "L'hospital de Valjevo".
Més enllà de la pintura, també destaca el seu llegat fotogràfic, ja que es considera que va ser una pionera entre les dones fotògrafes tant en el seu país com a nivell mundial, especialment en fotografia de guerra.